# Kuumi
Kuumi is een plaats in de Estlandse gemeente Saaremaa, provincie Saaremaa. De plaats heeft de status van dorp (Estisch: küla) en telt 9 inwoners (2021).
Tot in oktober 2017 hoorde Kuumi bij de gemeente Kihelkonna en sinds die maand bij de fusiegemeente Saaremaa.
Ten oosten van Kuumi ligt het meer Karujärv, 3,3 km² groot.

## Geschiedenis
Kuumi werd voor het eerst vermeld in 1645 als boerderij. De naam die in oude documenten wordt vermeld, wisselt nogal: Kuny Jack, Kumy Jurgen, Kumi Iaak, Kummi Iürgen en Kumi Mart. In de 18e eeuw viel Kuumi onder het landgoed van Kaarmise.
Tussen 1977 en 1997 maakte Kuumi deel uit van het buurdorp Üru.